# Markalemassakrerna
Markalemassakrerna var två separata artilleriattacker utförda av Republika Srpskas styrkor mot civila mål under belägringen av Sarajevo under Bosnienkriget. De inträffade vid Markale (marknadsplats), i centrala Sarajevo i Bosnien och Hercegovina. De båda attackerna kostade sammanlagt 105 människor livet och sårade ytterligare 234.

## Första massakern (1994)
Den första massakern inträffade den 5 februari 1994 klockan tolv på dagen då en 120 mm artillerigranat träffade marknaden och dödade 68 personer och sårade ytterligare 144. Attacken var en av åtalspunkterna mot Stanislav Galić, den serbiska befälhavaren i Sarajevo. Galić dömdes slutligen till livstids fängelse.

## Andra massakern (1995)
Den andra massakern inträffade den 28 augusti 1995 klockan elva på morgonen då fem artillerigranater träffade marknaden och dödade 37 personer och sårade ytterligare 90. Natos flygkampanj mot Republika Srpska, Operation Deliberate Force, var ett direkt svar på denna andra attack. Nato hade börjat förbereda en intervention sedan Srebrenicamassakern blivit känd för omvärlden.